# Ministère du Développement et de l'Assistance sociale, de la Famille et de la Lutte contre la Faim
Le ministère du Développement et de l'Assistance sociale, de la Famille et de la Lutte contre la faim (en portugais : Ministério do Desenvolvimento e Assistência Social, Família e Combate à Fome) est un département du gouvernement brésilien. Il est responsable du développement social, de la sécurité alimentaire, l'assistance sociale et le revenu des citoyens du pays.
Wellington Dias est ministre dans le troisième gouvernement Lula depuis le 1er janvier 2023.

## Histoire
Le ministère est créé en 2004 par Lula sous le nom du ministère du Développement social et de la Lutte contre la faim. Il a pour mission de coordonner et superviser l'exécution des programmes de transfert de revenus aux citoyens, tel que Fome Zero, dont le représentant le plus connu est le programme social Bolsa Família, ainsi que de gérer les budgets généraux du service social de l'industrie et du service social des transports. C'est également le ministère qui coordonne la politique nationale d'assistance sociale et le système unifié d'assistance sociale.
Le ministère est également gestionnaire de la Caisse nationale d'assistance sociale.
Dans le gouvernement du président Jair Bolsonaro en 2019, les principales missions du ministère sont incorporées au sein du ministère de la Citoyenneté.
Le 1er janvier 2023, le ministère est recré au sein du troisième gouvernement de Lula, sous le nom du ministère du Développement et de l'Assistance sociale, de la Famille et de la Lutte contre la faim.

## Objectifs
Le ministère, au travers des deux programmes sociaux Fome Zero et Bolsa Família, a pour objectif fixé par le président Lula de sortir des millions de personnes et de familles brésiliennes de l'extrême pauvreté et de la faim, un objectif réaffirmé lors de son investiture le 1er janvier 2023.
Le ministère garantit, au travers de ces deux programmes, le droit d'accéder à une alimentation de base. Le programme se présente sous différentes formes, allant de l'aide financière (avec la carte Bolsa Família), à diverses stratégies comme la création de citernes d'eau, de restaurants à bas coût, le lancement d'une campagne d'éducation à une alimentation saine et le soutien à l'agriculture vivrière.

## Ministres
| Ministre                                                  | Ministre                                                  | Ministre                                                  | Parti                                                     | Début            | Fin              | Président                 |
| --------------------------------------------------------- | --------------------------------------------------------- | --------------------------------------------------------- | --------------------------------------------------------- | ---------------- | ---------------- | ------------------------- |
|                                                           |                                                           | Patrus Ananias (pt)                                       | PT                                                        | 23 janvier 2004  | 31 mars 2010     | Luiz Inácio Lula da Silva |
|                                                           |                                                           | Márcia Lopes (pt)                                         | PT                                                        | 31 mars 2010     | 31 décembre 2010 | Luiz Inácio Lula da Silva |
|                                                           |                                                           | Tereza Campello (pt)                                      | PT                                                        | 1er janvier 2011 | 12 mai 2016      | Dilma Rousseff            |
|                                                           |                                                           | Osmar Terra (pt)                                          | PMDB                                                      | 12 mars 2016     | 10 avril 2018    | Michel Temer              |
|                                                           |                                                           | Alberto Beltrame (pt)                                     | PMDB                                                      | 10 avril 2018    | 31 décembre 2018 | Michel Temer              |
| Pas de titulaire Incorporé au ministère de la Citoyenneté | Pas de titulaire Incorporé au ministère de la Citoyenneté | Pas de titulaire Incorporé au ministère de la Citoyenneté | Pas de titulaire Incorporé au ministère de la Citoyenneté | 1er janvier 2019 | 1er janvier 2023 | Jair Bolsonaro            |
|                                                           |                                                           | Wellington Dias                                           | PT                                                        | 1er janvier 2023 | en fonction      | Luiz Inácio Lula da Silva |